# Gmina Laško
Laško – gmina w Słowenii, w Dolnej Styrii. W 2010 roku liczyła 13 675 mieszkańców.

## Miejscowości
Miejscowości wchodzące w skład gminy Lenart:

- Belovo
- Blatni Vrh
- Brezno
- Brodnice
- Brstnik
- Brstovnica
- Bukovca
- Curnovec
- Debro
- Doblatina
- Dol pri Laškem
- Gabrno
- Globoko
- Govce
- Gozdec
- Gračnica
- Harje
- Huda Jama
- Jagoče
- Jurklošter
- Kladje
- Klenovo
- Konc
- Kuretno
- Lahomno
- Lahomšek
- Lahov Graben
- Laška vas
- Laško
- Laziše
- Leskovca
- Lipni Dol
- Lokavec
- Lože
- Mačkovec
- Mala Breza
- Male Grahovše
- Marija Gradec
- Marijina vas
- Modrič
- Mrzlo Polje
- Obrežje pri Zidanem Mostu
- Ojstro
- Olešče
- Padež
- Paneče
- Plazovje
- Polana
- Povčeno
- Požnica
- Radoblje
- Reka
- Rifengozd
- Rimske Toplice
- Sedraž
- Selo nad Laškim
- Senožete
- Sevce
- Slivno
- Spodnja Rečica
- Stopce
- Strensko
- Strmca
- Suhadol
- Šentrupert
- Širje
- Škofce
- Šmihel
- Šmohor
- Tevče
- Tovsto
- Trnov Hrib
- Trnovo
- Trobni Dol
- Trojno
- Udmat
- Velike Gorelce
- Velike Grahovše
- Veliko Širje
- Vodiško
- Vrh nad Laškim
- Zabrež
- Zgornja Rečica
- Zidani Most
- Žigon